# École des Beaux-Arts du Caire
L'École des beaux-arts du Caire (anglais : Cairo College of Fine Arts) est une école d'art fondée au Caire, Égypte en 1908 et devenue aujourd'hui la Faculté des beaux-arts de l'université de Helwan.

## Histoire
L'École des beaux-arts du Caire a été fondée par Yousouf Kamal en 1908. Elle a offert dès son début des formations en peinture, calligraphie, décoration, sculpture et architecture. Le premier directeur de l'école a été Guillaume Laplagne, un sculpteur français installé en Égypte, et la première volée avait 150 étudiants. Les formations étaient offertes gratuitement à des étudiants de toutes nationalités.
Les étudiants de l'école ont fait leur première exposition collective en 1911 dans les salles du club automobile du Caire Certains affirment qu'elle peut être considérée comme la première exposition d'artistes égyptiens du XXe siècle.
En 1928 elle a été intégrée au ministère égyptien de l'Éducation.

## Étudiants notables
- Mahmoud Mokhtar(1891-1934), sculpteur égyptien.
- Samir Rafi (1926-2004), peintre égyptien.
- Samir Rafi (1926-2004), peintre égyptien.
- Mariam Abdel Aleem (1930-2010), peintre égyptienne
- Mumtaz Al Bahra (1938-2017), artiste syrien.
- Nazir Nabaa (1938-2016), peintre syrien.
- Ibrahim Shahda (1929-1991), peintre égyptien.